# The Dennis Egberth Dynasty
The Dennis Egberth Dynasty ist ein Jazzalbum von Dennis Egberth. Die am 14. Dezember 2023 im Atlantis Studio in Stockholm entstandenen Aufnahmen erschienen am 4. März 2025 auf 577 Records.

## Hintergrund
The Dennis Egberth Dynasty ist nach Dennis Egberths första (2021) und Dennis Egberths nästa (2023) das dritte Album des Schlagzeugers Dennis Egberth. Dieser nahm das Album mit Fredrik Ljungkvist(Tenorsaxophon und Klarinette), Niklas Barnö (Trompete), Alex Zethson (Wurlitzer-Orgel), Linus Hillborg (Elektronik) und Joe Williamson (Kontrabass) auf. Das Album enthält vier Kompositionen von Egberth. Die Aufnahme wurde mit Unterstützung des schwedischen Statens kulturråd erstellt.

## Titelliste
- Dennis Egberth: The Dennis Egberth Dynasty (577 Records 5960)[1]

1. PanGu – part 1: Earth 9:28
2. PanGu – part 2: Heaven 9:20
3. Chichen Itza 8:37
4. Rogey 5:22
5. Eternal Garden6:31

Die Kompositionen stammen von Dennis Egberth.

## Rezeption

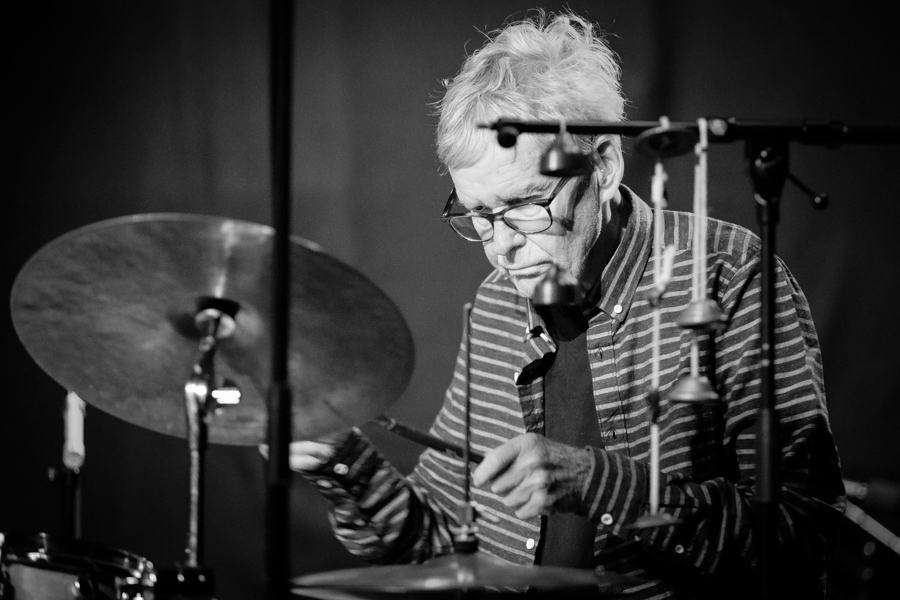
Fredrik Ljungkvist auf dem Kongsberg Jazzfestival 2018

Die eröffnende, zweiteilige, hypnotische Suite „PanGu: Earth and Heaven“ skizziert Egberths ambitionierte Klangvision, schrieb Eyal Hareuveni (Salt Peanuts). Diese moderne Jazzsuite würde die Grenzen zwischen sorgfältig Notiertem und spontan Improvisiertem sowie zwischen kammermusikalischem, lyrischem und kosmisch-spirituellem Jazz verwischen, gewürzt mit den leichten Farben von Ambient- und Vintage-Elektronik-Sounds. Die folgende Komposition „Chichen Itza“ intensiviere die „Chill-out“-Atmosphäre sinnlicher und üppiger Melodien, die von den unwiderstehlichen, hypnotischen Grooves von Egberth, Williamson und Zethson geprägt sind und von Ljungkvist und Barnö wunderschön aufgegriffen werden. Die letzten Kompositionen „Bogey“ und „Eternal Garden“ hingegen würden einen kraftvollen und verspielten Post-Bop-Modus des Sextetts bieten, mit eindrucksvollen, brennenden Soli von Barnö, Hillborg und Ljungkvist. Dieses Sextett habe seine eigene, starke Ästhetik entwickelt, ein lebendiges Ökosystem, das größer sei als die Summe seiner Teile.
Dieses Album enthält fünf markante Kompositionen Egberths, wobei die zweiteilige Suite „PanGu“ und der darauffolgende Track „Chicken itza“ aus einer Mischung aus Spiritual Jazz und Electronica bestünden, die ein gleichermaßen hypnotisches wie meditatives Gefühl erzeuge, schrieb Peter Bornemar (Lira). Am Beste auf diesem wechselhaften Album seien jedoch das nervenaufreibende Stück „Bogey“, mit Rap-Soli unter anderem von Barnö und Ljungkvist, sowie der fast hymnenartige Track „Eternal Garden“.
Beim Anhören fühlt man sich an ein weiteres großartiges Sextett aus Schweden erinnert, Atomic, das die gleiche Ästhetik und einen gemeinsamen Musiker, den Holzbläser Fredrik Ljungkvist, teilt, schrieb Paul Serralheiro (Squid‘s Ear). Trompeter Niklas Barno klinge sogar wie Magnus Broo, Ljungkvisdts Bläserkollege bei Atomic. Die Ästhetik lasse sich als lyrisch und samtig beschreiben, aber mit einer gewissen wehmütigen Stimmung, die selbst in den angespannteren Momenten wohltuend wirke. Egberths Kompositionen würden diese Stimmung in verschiedenen Facetten der fünf Stücke der Band kanalisieren.